# Філіпов Анатолій Матвійович
Анато́лій Матві́йович Філі́пов (25 червня 1938 — 19 травня 2022, Севастополь) — український винороб, кандидат технічних наук, Заслужений працівник промисловості України. Понад 45 років був беззмінним директором Інкерманського заводу марочних вин. Почесний громадянин Севастополя (2010).

## Життєпис
Народився 25 червня 1938 року. Понад півстоліття присвятив виноробству, залишаючись вірним одному підприємству — Інкерманському заводу марочних вин, де пропрацював з дня його заснування у 1961 році. З 1975 по 2006 рік був його беззмінним директором.
Захоплювався наукою, досліджував біохімію фенольних сполук винограду та вина, захистив на цю тему кандидатську дисертацію. Під його керівництвом було виховано цілу плеяду виноробів.
Завдяки його багаторічній творчій та управлінській діяльності Інкерманський завод марочних вин увійшов до числа найкращих виноробних підприємств Європи. Міжнародна організація винограду та вина (МОВВ, Париж) визнала завод одним із найкращих у світі. Під керівництвом Філіпова було розроблено основну колекцію вин ТМ «Інкерман», а марочні вина «Перлина Інкермана» та «Каберне Качинське» стали візитівкою України.
Анатолій Філіпов стояв біля витоків становлення заводу, який згодом став містоутворюючим підприємством для Інкермана. Він заклав основу підприємства, яке і після його відходу з посади успішно розвивалося у складі міжнародного холдингу «Інкерман Інтернешнл».
Помер 19 травня 2022 року в Севастополі на 84-му році життя. Церемонія прощання відбулася в Матроському клубі з військовими почестями.

## Нагороди та звання
- Медаль «За трудову доблесть»[3]
- Орден «Знак Пошани»[3]
- Орден Трудового Червоного Прапора[3]
- Заслужений працівник промисловості України (1993)[3]
- Орден «За заслуги» III ступеня (1998)[3]
- Знак «За заслуги перед Балаклавським районом»[3]
- Знак «За заслуги перед містом»[3]
- Почесний громадянин Севастополя (8 червня 2010) — за багаторічну сумлінну плідну працю, вагомий багатогранний внесок у розвиток вітчизняного виноградарства та виноробства, успішне вирішення питань соціально-економічного та культурного розвитку міста Севастополя, відданість славним віковим виноробним традиціям нашого регіону та їх прославляння у світових масштабах[1].